# Aramac
Aramac je malé městečko v australském Queenslandu. Roku 2006 mělo 341 obyvatel. Leží na potoce Aramac Creek.
Aramac leží 68 kilometrů severně od Barcaldine a 1280 kilometrů (po silnici) od Brisbane.